# Abdelhadi Skalli
Pour les articles homonymes, voir Skalli.
Abdelhadi Sqalli, né en 1915 à Fès, décédé le 8 octobre 2001, est un magistrat marocain. Il est l'un des signataires du manifeste de l'indépendance le 11 janvier 1944. Il a connu la prison, l'exil et la torture. Il a été en 1955 procureur du Roi de la ville d'El Jadida puis Président du tribunal de première instance en 1958. En 1962, il est nommé vice-président du tribunal à Casablanca puis Juré jusqu'en 1975.